# Colibri de Doubleday
Cynanthus doubledayi
Espèce
Statut de conservation UICN

 LC  : Préoccupation mineure
Statut CITES
Le Colibri de Doubleday (Cynanthus doubledayi) est une espèce de colibris présente dans le Sud du Mexique. Elle est dédiée à l'ornithologiste Henry Doubleday (1808-1875).

## Taxinomie
Elle est encore considérée comme la sous-espèce Cynanthus latirostris doubledayi du Colibri circé par certains ornithologues, mais le Congrès ornithologique international la reconnaît comme une espèce à part entière, s'appuyant sur l'étude de Garcia-Deras et al. (2008).

Carte de répartition de l'espèce